# Zamek Paluel
Zamek Paluel (fr. Château Le Paluel) – francuski zamek z XV wieku w Nowej Akwitanii w miejscowości Saint-Vincent-le-Paluel. 

## Opis
Zamek zbudowany został w XV wieku na miejscu wcześniejszej budowli pochodzącej z XIII wieku. Był zamieszkany aż do XX wieku. W listopadzie 1927 został sklasyfikowany jako monument historique. W czerwcu 1944, w czasie inwazji alianckiej we Francji został spalony przez wojska niemieckie i popadł w ruinę. Obiekt stanowi własność prywatną. W 2010 nowy właściciel przeprowadził prace porządkowe wokół zamku.
Zamek składa się z korpusu głównego, flankowanego przez dwie narożne wieże. Pośrodku znajduje się natomiast trzecia wieża z klatką schodową. Z tyłu korpusu głównego znajduje się średniowieczny donżon. Zarówno wieże, jak i korpus zwieńczone są machikułami z blankowaniem. W donżonie zachowały się drewniane stropy wypełnione polepą. Zamek otoczony jest murem obronnym.
W 1968 na zamku kręcone były sceny do filmu Człowiek z tatuażem z udziałem Jeana Gabina oraz Louisa de Funèsa.